# Shelburne, New Hampshire
Shelburne är en kommun (town) i Coos County i delstaten New Hampshire i USA med cirka 379 invånare (2000).